# Правый Малый Сернур
Правый Малый Сернур (мар. Кугу Илышъял) — деревня в Сернурском районе Республики Марий Эл. Входит в состав Сердежского сельского поселения.

## География
Находится в северо-восточной части республики Марий Эл на расстоянии приблизительно 4 км на северо-восток от районного центра посёлка Сернур.

## История
Известна с 1836 года как починок, где в 43 дворах проживали 278 человек. В 1877—1883 годах значилось 53 дома. В 1988 году в 10 домах проживали 30 человек. В 1980 году в 12 дворах проживали 45 человек. В 1990 году в 9 домах — 23 человека. В 2005 года оставалось 6 хозяйств. В советское время работали колхозы «Йошкар Шернур» и «Победа».

## Население
Население составляло 18 человек (мари 100 %) в 2002 году, 16 в 2010.